# Linda Amos
Linda Amos (Portsmouth, 22 de junio de 1946) es una deportista británica que compitió en natación. Ganó una medalla de plata en el Campeonato Europeo de Natación de 1962 en la prueba de 4 × 100 m libre.

## Palmarés internacional
| Campeonato Europeo | Campeonato Europeo | Campeonato Europeo | Campeonato Europeo |
| Año                | Lugar              | Medalla            | Prueba             |
| ------------------ | ------------------ | ------------------ | ------------------ |
| 1962               | Leipzig (RDA)      | Medalla de plata   | 4 × 100 m libre    |